# بيتر كريستنسن
بيتر كريستنسن (بالدنماركية: Peter Christensen)‏ هو سياسي دانمركي، ولد في 25 أبريل 1975 في الدنمارك. حزبياً، نشط في الحزب الليبرالي.

## مناصب
- انتخب عضو فولكتنغ [الإنجليزية]‏ عن دائرة دائرة جنوب يوتلاند الكبرى [الإنجليزية]‏ وقد انضم خلال فترته النيابية ‏ للكتلة البرلمانية الحزب الليبرالي.
- انتخب عضو فولكتنغ [الإنجليزية]‏ عن دائرة دائرة جنوب يوتلاند الكبرى [الإنجليزية]‏ وقد انضم خلال فترته النيابية ‏ للكتلة البرلمانية الحزب الليبرالي.
- انتخب وزير التعاون الشمالي [الإنجليزية]‏ (30 نوفمبر 2015 – 28 نوفمبر 2016).
- انتخب وزير الدفاع [الإنجليزية]‏ (30 سبتمبر 2015 – 28 نوفمبر 2016).